# Yamakawa Kikue
Yamakawa Kikue (山川菊栄) (1890, em Tóquio, Japão – 1980) foi uma escritora e militante socialista e feminista japonesa. Foi uma das fundadoras do grupo socialista Sekirankai (Sociedade da Onda Vermelha).

## Formação
Yamakawa Kikue nasceu com o nome de Aoyama Kikue, numa família hereditária de um samurai, em Tóquio, em 1890. Sua família era relativamente privilegiada; estudou em uma faculdade privada para mulheres, a Joshi Eigaku Juku (renomeada Tsuda Juku Daigaku, em 1948), em Kodaira, Tóquio. Durante esse período, ela conheceu as feministas japonesas Kamichika Ichiko e Hiratsuka Raicho, editoras do periódico feminista Seitō. Seu relacionamento com Hiratsuka Raicho foi particularmente importante, pois a levou a escrever vários artigos para Seitō e, finalmente, sendo uma parte do movimento feminista vinculado ao jornal, o Seitōsha.
Yamakawa Kikue tinha sentimentos mistos sobre a sua educação. Por um lado, ela descreveu seus professores Tsuda Umeko e Kawai Michi como "puros idealistas. Eles eram ingênuos e inocentes, totalmente separados do mundo real. Eles estavam completamente sem saber o que as alunas estavam pensando e o que elas estavam procurando". Por outro lado, ela respeitava Tsuda Umeko como um pioneiro na educação de mulheres japonesas por causa de sua rejeição à "moralidade escrava" e à "submissão covarde", ensinadas em outras faculdades para mulheres no Japão àquela época. Yamakawa se formou em quatro anos.
Em 1916, Yamakawa Kikue casou-se com o socialista Yamakawa Hitoshi. Durante os primeiros anos de seu casamento, ela passou a maior parte de seu tempo escrevendo obras socialistas e feministas, bem como traduzindo textos. Ela contraiu tuberculose, pouco depois de seu casamento.

## Ativismo
Yamakawa passou de teórica a ativista, quando ajudou a fundar a Sekirankai (Sociedade da Onda Vermelha), em abril de 1921. O principal objetivo da Sekirankai era a abolição do capitalismo, visto como a maior fonte de opressão para as mulheres. Especificamente, o grupo lutava pela igualdade de salários entre homens e mulheres, a abolição da prostituição e a criação de direitos especiais e proteção para as mães. Depois de vários protestos disruptivos, incluindo violência policial, a Sekirankai foi dissolvida em junho de 1923.
Quando o Partido Comunista Japonês foi re-estabelecido em 1925, Yamakawa enviou os seguintes seis pontos de reivindicação para a igualdade de direitos de gênero:
1. Abolir o sistema da família patriarcal. Abolir todas as leis que reforçam a desigualdade entre homens e mulheres.
2. Igualdade de oportunidades em educação e emprego.
3. Abolir o sistema de prostituição autorizada.
4. Garantir um salário mínimo igual, independentemente de sexo ou etnia.
5. Salário igual para trabalho igual.
6. Licença-maternidade.

Todos os pontos, menos o terceiro, foram aceitos pelo Partido. A chamada para abolir a prostituição ficou sem decisão, porque houve divisão em 50% entre os votantes no partido. Yamakawa ficou chateada com isso, porque ela sentia que todos os seis pontos eram demandas fundamentais do movimento de libertação das mulheres e que "a oposição a eles era reacionarismo conservador".
Como muitos outros marxistas no momento Yamakawa não se alinhou ao movimento pelo sufrágio e via esse movimento como uma forma de controle: "eu temia que o resultado final de simplesmente querem o direito de voto, sem decidir o objetivo disso ou o tipo de sociedade que queriam criar, não seria a libertação das mulheres, mas o uso das mulheres como armas da ditadura militar-burocrática".
Durante a II Guerra Mundial, o movimento socialista japonês foi proibido. Como resultado, Yamakawa Hitoshi foi presa, pois ele era um membro proeminente do movimento comunista. Com o marido na prisão, Yamakawa Kikue teve dificuldades para se sustentar e como resultado sua militância foi posta de lado. Durante esse tempo, ela tentou criar codornas para ganhar a vida. Além disso, ela redigia sob encomenda peças literarárias, por exemplo sobre a história dos samurais. Após a guerra, o casal juntou-se ao Partido Socialista do Japão. Yamakawa Kikue foi a dirigente do Setor de Mulheres e Menores do Ministério do Trabalho, de 1947 a 1951. Em 1956, publicou sua autobiografia Onna Nidai no Ki (Um relato de duas gerações de mulheres). Seu marido morreu em 1958 e ela continuou a escrever até a sua morte, em 1980.

## Leitura complementar
- Hane, Mikiso. Reflections on the Way to the Gallows: Rebel Women in Prewar Japan. Berkeley: University of California Press, 1993.
- Prang, Margaret. A Heart at Leisure from Itself: Caroline Macdonald of Japan. Vancouver: University of British Columbia Press, 1997.
- Ueno, Chizuko. Yamamoto, Beverly. Nationalism and Gender. Melbourne: Trans Pacific Press, 2004.
- Gordon, Andrew. A Modern History of Japan: From Tokugawa Times to Present. New York: Oxford University Press, 2009.
- Itasaka, Gen. Kodansha Encyclopedia of Japan. Kodansha America, 1983.